# LI Copa Nacional Renault
La 51.ª edición de la Copa Nacional Renault es la temporada 2019 de la Renault Sport Clio Cup España. Es el tercer año con Codony Sport como organizador principal del campeonato.

## Escuderías y pilotos
| Escudería                      | N.º   | Piloto                     | Rondas |
| ------------------------------ | ----- | -------------------------- | ------ |
| Milan Compétition              | 1     | Nicolas Milan              | Todas  |
| Milan Compétition              | 5     | Anthony Jurado             | 2-4    |
| Milan Compétition              | 24    | Anselm Llovera (J)         | 1      |
| Milan Compétition              | 111   | Mathieu Lannepoundenx      | Todas  |
| Motor Club Sabadell - Team VRT | 2     | Marc de Fulgencio (J)      | 2      |
| Motor Club Sabadell - Team VRT | 3     | Luis González Martínez (J) | Todas  |
| Motor Club Sabadell - Team VRT | 6 8   | Alex Royo                  | 1 2    |
| Motor Club Sabadell - Team VRT | 9     | María Isabel Bonilla (F)   | 4      |
| Bob Ross Racing                | 4     | James JJ. Ross (J)         | Todas  |
| Automóvil Club Zaragoza - J.R. | 5 14  | Joaquín Rodrigo (A)        | 1 2-4  |
| Chefo Sport                    | 9     | Nico Abella (J)            | 2      |
| VSR Motorsport                 | 10    | Antonio Aguado (J)         | 1-2    |
| GPA Racing                     | 15 48 | David Pouget               | 1 2-4  |
| GPA Racing                     | 23    | Jordi Palomeras            | Todas  |
| GPA Racing                     | 72    | Kévin Jiménez              | Todas  |
| GPA Racing                     | 95    | Guy Counil (A)             | 1, 3   |
| TB2S                           | 16    | Lionel Viguier             | Todas  |
| TB2S                           | 85    | Thibaut Bossy              | Todas  |
| Skualo Competición             | 18    | Henk Van Zoest (A)         | 2      |
| Macisa Motorsport              | 79    | Javier Cicuendez (A)       | 1-2    |

(J) = piloto júnior, (F) = piloto femenina, (A) = piloto amateur

## Calendario
| Ronda | Ronda | Circuito                       | Fecha            | Acompaña a                 |
| ----- | ----- | ------------------------------ | ---------------- | -------------------------- |
| 1     | C1    | Circuito Ricardo Tormo         | 14 de abril      | NASCAR Wheelen Euro Series |
| 1     | C2    | Circuito Ricardo Tormo         | 14 de abril      | NASCAR Wheelen Euro Series |
| 2     | C1    | Circuito de Cataluña           | 19 de julio      | Clio Cup Francia           |
| 2     | C2    | Circuito de Cataluña           | 20 de julio      | Clio Cup Francia           |
| 3     | C1    | Circuito de Nevers Magny-Cours | 14 de septiembre | Clio Cup Francia           |
| 3     | C2    | Circuito de Nevers Magny-Cours | 15 de septiembre | Clio Cup Francia           |
| 4     | C1    | Circuito Paul Ricard           | 12 de octubre    | Clio Cup Francia           |
| 4     | C2    | Circuito Paul Ricard           | 13 de octubre    | Clio Cup Francia           |

- En un principio la ronda 2 estaba programada para el 14 de agosto en el Circuito de Navarra y la ronda 4 en el Circuito del Jarama.

## Resultados

### Campeonato de pilotos
Sistema de puntuación
| Posición | 1º | 2º | 3º | 4º | 5º | 6º | 7º | 8º | 9º | 10º | 11º | 12º | 13º | 14º | 15º | T1 | T2 | VR |
| -------- | -- | -- | -- | -- | -- | -- | -- | -- | -- | --- | --- | --- | --- | --- | --- | -- | -- | -- |
| Puntos   | 30 | 26 | 22 | 19 | 16 | 14 | 12 | 10 | 8  | 6   | 5   | 4   | 3   | 2   | 1   | 2  | 1* | 2  |

| Pos                         | Piloto                     | CRT | CRT | CAT | CAT | NMC | NMC | PRI | PRI  | Retención  | Puntos |
| --------------------------- | -------------------------- | --- | --- | --- | --- | --- | --- | --- | ---- | ---------- | ------ |
| 1                           | David Pouget               | 5   | 1*  | 1*  | 1   | 4   | 2   | 1*  | 10*† | (203 - 9)  | 194    |
| 2                           | Nicolas Milan              | 3   | 2   | 4   | 4   | 2   | 1*  | 4   | Ret  |            | 180    |
| 3                           | Jordi Palomeras            | 2   | 4   | 2   | 2*  | 5   | 3   | 3   | 2    | (181 - 16) | 165    |
| 4                           | Anthony Jurado             |     |     | Ret | 9   | 1*  | 5   | 2   | 1    |            | 113    |
| 5                           | Thibaut Bossy              | 6   | 5   | 10  | 3   | 3   | 7   | 9   | 4    | (118 - 6)  | 112    |
| 6                           | Mathieu Lannepoudenx       | 9   | 7   | 7   | 11  | 6   | 4   | Ret | 3    |            | 91     |
| 7                           | James JJ. Ross (J)         | 7   | 8   | 5   | 8   | 8   | DNS | 6   | 6    |            | 88     |
| 8                           | Kévin Jiménez              | 8   | 10  | Ret | 10  | 11† | 6   | 5   | 8    |            | 83     |
| 9                           | Lionel Viguier             | 10  | 9   | 9   | 13  | 7   | 9   | 7   | 5    | (77 - 3)   | 74     |
| 10                          | Luís González Martínez (J) | 1   | 6   | Ret | 7   | Ret | 8   | Ret | 11   |            | 64     |
| 11                          | Alex Royo                  | 4*  | 3   | 6   | 5   |     |     |     |      |            | 61     |
| 12                          | Joaquín Rodrigo            | 14  | 13  | 11  | 15  | 9   | 10  | 8   | 7    | (45 - 1)   | 44     |
| 13                          | Marc de Fulgencio (J)      |     |     | 3   | 6   |     |     |     |      |            | 36     |
| 14                          | Antonio Aguado (J)         | 12  | 11  | 8   | Ret |     |     |     |      |            | 19     |
| 15                          | Guy Counil                 | 11  | 12  |     |     | 10  | DNS |     |      |            | 15     |
| 16                          | Javier Cicuendez           | 13  | 15  | 12  | 14  |     |     |     |      |            | 10     |
| 17                          | Nico Abella (J)            |     |     | Ret | 12  |     |     |     |      |            | 4      |
| 18                          | Henk Van Zoest             |     |     | 13  | Ret |     |     |     |      |            | 3      |
| 19                          | Anselm Llovera (J)         | 15  | 14  |     |     |     |     |     |      |            | 3      |
| Piloto no apta para puntuar |                            |     |     |     |     |     |     |     |      |            |        |
|                             | María Isabel Bonilla (F)   |     |     |     |     |     |     | 10  | 9    |            |        |

| Color     | Resultado                                                               |
| --------- | ----------------------------------------------------------------------- |
| Oro       | Ganador                                                                 |
| Plata     | 2.ª plaza                                                               |
| Bronce    | 3.ª plaza                                                               |
| Verde     | Finalizó en los puntos                                                  |
| Azul      | Finalizó sin puntos                                                     |
| Azul      | NC - No clasificado                                                     |
| Violeta   | Ret - No terminó (Carrera)                                              |
| Rojo      | DNQ - No se clasificó                                                   |
| Negro     | DSQ - Descalificado                                                     |
| Blanco    | DNS - No empezó (carrera)                                               |
| Blanco    | WD - Retirado (fin de semana)                                           |
| Blanco    | C - Carrera cancelada                                                   |
| Sin color | DNP - Inscrito pero no participó                                        |
| Sin color | INJ - Lesionado                                                         |
| Sin color | EX - Excluido                                                           |
| Estado    | Resultado                                                               |
| Negrita   | Pole position                                                           |
| Cursiva   | Vuelta rápida                                                           |
| †         | Abandona, pero clasifica al completar el porcentaje requerido para ello |

### Clasificación amateur
Sistema de puntuación
| Posición | 1º | 2º | 3º | 4º |
| -------- | -- | -- | -- | -- |
| Puntos   | 14 | 12 | 10 | 8  |

| Pos | Piloto           | CRT | CRT | CAT | CAT | NMC | NMC | PRI | PRI | Retención  | Puntos |
| --- | ---------------- | --- | --- | --- | --- | --- | --- | --- | --- | ---------- | ------ |
| 1   | Joaquín Rodrigo  | 3   | 2   | 1   | 2   | 1   | 1   | 1   | 1   | (104 - 10) | 94     |
| 2   | Javier Cicuendez | 2   | 3   | 2   | 1   |     |     |     |     |            | 48     |
| 3   | Guy Counil       | 1   | 1   |     |     | 2   | DNS |     |     |            | 40     |
| 4   | Henk Van Zoest   |     |     | 3   | 3   |     |     |     |     |            | 20     |

### Clasificación preparadores
| Pos | Preparador         | Puntos |
| --- | ------------------ | ------ |
| 1   | GPA Racing         | 266    |
| 2   | Milan Compétition  | 223    |
| 3   | TB2S               | 110    |
| 4   | Team VRT           | 89     |
| 5   | Bob Ross Racing    | 47     |
| 6   | Joaquín Rodrigo    | 19     |
| 7   | VSR Motorsport     | 8      |
| 8   | Macisa Motorsport  | 1      |
| 9   | Chefo Sport        | 1      |
| 10  | Skualo Competición | 0      |